# Derło
Derło – wieś w Polsce położona w województwie lubelskim, w powiecie bialskim, w gminie Rokitno.
W latach 1945–1975 miejscowość administracyjnie należała do województwa lubelskiego, natomiast następnie w latach 1975–1998 do województwa bialskopodlaskiego.
Wieś jest sołectwem w gminie Rokitno. Według Narodowego Spisu Powszechnego z roku 2011 wieś liczyła 143 mieszkańców.
Wierni Kościoła rzymskokatolickiego należą do parafii św. Apostołów Piotra i Pawła w Pratulinie.

## Części wsi
| SIMC    | Nazwa  | Rodzaj    |
| ------- | ------ | --------- |
| 1023500 | Kadłub | część wsi |

## Historia
W wieku XIX Derło opisano jako własność rządową na którą składały się wieś i folwark w powiecie konstantynowskim gminie Bohukały, parafii Pratulin. Najbliższa stacja pocztowa i okręg sądowy w Janowie. Wieś posiadała 358 mórg gruntów włościańskich  domów 37, ludności 299. W folwarku było gruntów  mórg 400. 
Dobra Derło składały się z folwarków Derło oraz Kajetanki, Rokitna i obszaru lasu. W skład dóbr wchodziły wsie Derło, Kajetanka, Rokitno, Lipnica, Michałki i Szurowiec. Całkowita powierzchnia dóbr według opisu z r. 1855 wynosiła mórg 10828, w tym las stanowił mórg 2557.